# 사랑밖엔 난 몰라
《사랑밖엔 난 몰라》는 1998년 1월 11일부터 2000년 3월 12일까지 방영된 문화방송 일요아침드라마이다.

## 등장 인물
- 이순재: 백후진 역 ... 몽구 부
- 김현주: 백영구 역
- 전광렬: 백몽구 역
- 김호진: 고달국 역
- 손지창: 백봉구 역
- 김영옥: 김말덕 역 ... 몽구 할머님
- 윤여정: 안성자 역 ... 몽구 모
- 강성연: 오수완 역
- 최화정: 안옥희 역 ... 안성자의 친정 배다른 누이동생 ... 몽구 이복 이모
- 윤유선: 박영심 역
- 맹상훈
- 최은주: 백달구 역
- 황수정
- 서인석
- 신주호
- 김승수: 김병주 역
- 고두옥
- 고정민
- 고주희: 정은영 역
- 김지연: 최혜진 역
- 곽정욱: 김동환 역
- 박은빈: 이정민 역
- 서유정
- 구혜령
- 윤기원

- 배나리
- 주부진
- 안광성
- 최세환
- 김윤중
- 구혜진
- 김세아
- 김정은
- 곽진영
- 박은혜
- 홍충민
- 이재포
- 유서진
- 박재훈
- 김용희
- 권인선
- 김일웅
- 홍은희
- 박형선
- 백종헌
- 손소영
- 지진희
- 이민영
- 윤현정
- 이희도
- 손민우
- 서범식
- 정기성
- 노상림
- 김옥주
- 안재모
- 최우혁
- 한희
- 조형기
- 최종환
- 최범호
- 안석환
- 문회원
- 조재혁
- 김상엽
- 송재윤
- 윤철형
- 송일국
- 김을동
- 박주희
- 함신영
- 허성수
- 손현주
- 김하균
- 이승아
- 이기영
- 이지은
- 이상우
- 신윤정
- 남윤정
- 최민용
- 윤예희
- 정수형
- 박은수
- 구민지
- 김치국
- 이명숙

| 문화방송 일요아침드라마                | 문화방송 일요아침드라마                              | 문화방송 일요아침드라마                           |
| 이전 작품                              | 작품명                                               | 다음 작품                                         |
| -------------------------------------- | ---------------------------------------------------- | ------------------------------------------------- |
| 짝 (1994년 11월 20일 ~ 1998년 1월 4일) | 사랑밖엔 난 몰라 (1998년 1월 11일 ~ 2000년 3월 12일) | 눈으로 말해요 (2000년 3월 19일 ~ 2001년 3월 25일) |